# Screen International
Screen International je britský časopis zabývající se mezinárodním filmovým byznysem. Vydavatelem magazínu je společnost Media Business Insight. Historie časopisu sahá až do roku 1889, kdy začal vycházet pod názvem Optical Magic Lantern and Photographic Enlarger. Později se jeho název několikrát změnil, až se roku 1975 ustálil na Screen International. V roce 2001 byla spuštěna webová verze Screendaily.com. Mezi dřívější editory časopisu patřili například Quentin Falk, Terry Ilott a Michael Gubbins.